# Manéglise
Manéglise là một xã thuộc tỉnh Seine-Maritime trong vùng Normandie miền bắc nước Pháp.

## Huy hiệu
| Arms of Manéglise | The arms of Manéglise are blazoned: Azure, the local church between in base 3 buckles Or, and in chief a chapé gules, the dexter one charged with 2 stalks of wheat in saltire, the sinister one with 2 leopards Or, overall a chevronel (??) argent on the line of division. |

## Dân số
| Năm | 1962 | 1968 | 1975 | 1982 | 1990 | 1999 | 2006 |
| --- | ---- | ---- | ---- | ---- | ---- | ---- | ---- |
| Dân số | 474  | 513  | 604  | 912  | 1051 | 1190 | 1218 |
| From the year 1962 on: No double counting—residents of multiple communes (e.g. students and military personnel) are counted only once. |      |      |      |      |      |      |      |

## Thành phố kết nghĩa
- Pecq, Bỉ
- Saint-Épiphane, Canada
- Swanmore, Vương quốc Anh